# Takarabe Takeshi
Takarabe Takeshi est un nom japonais traditionnel ; le nom de famille (ou le nom d'école), Takarabe, précède donc le prénom (ou le nom d'artiste).
Takarabe Takeshi (財部 彪, Takarabe Takeshi) (7 avril 1867 - 13 janvier 1949) est un amiral de la marine impériale japonaise qui fut ministre de la Marine dans les années 1920. Il est également le gendre de Yamamoto Gonnohyōe.

## Biographie
Né à Miyakonojō dans la préfecture de Miyazaki, Takarabe est diplômé de la 15e promotion de l'académie navale impériale du Japon en sortant premier sur 80 cadets. Parmi ses camarades de classes se trouvent Takeo Hirose et Keisuke Okada.
Alors que Takarabe courtise la fille de l'amiral Yamamoto Gonnohyōe, son ami proche Takeo Hirose approche ce-dernier et lui demande de refuser de permettre sa fille d'épouser Takarabe : « Puisque Takarabe est un homme de grand talent et d'intelligence, il est destiné un jour à devenir amiral. Cependant, s'il épouse votre fille, les gens diront que son avancement est due aux relations familiales plutôt qu'à ses compétences ». Néanmoins, Yamamoto ignore Hirose et autorise sa fille à se marier avec Takarabe. Comme Hirose l'avait prédit, à chaque promotion et avancement de Takarabe durant sa carrière, il se fera des ennemis et des détracteurs attribueront cela à ses liens familiaux et le surnommeront le « petit prince » dans son dos.
Takarabe sert comme aspirant sur la corvette Kongō (en) et le croiseur Takachiho (en). Nommé enseigne, il est ré-affecté sur le Takechiho puis sur le croiseur Matsushima (en). De 1891 à 1892, il est attaché naval en France.
De retour au Japon pour continuer sa formation navale, Takarabe est promu lieutenant en 1894 et affecté sur le croiseur Takao (en) durant la première guerre sino-japonaise (1894–95), devenant chef de la navigation.
De juin 1897 à avril 1899, Takarabe est envoyé au Royaume-Uni pour étudier. De retour au Japon, il est promu lieutenant-commandant et affecté sur le destroyer Niji, dont il devient capitaine en 1900. Il sert à divers postes à l'État-major de la marine impériale japonaise et devient commandant en septembre 1903.
Durant la guerre russo-japonaise, Takarabe sert au quartier-général impérial sur les questions de stratégie et de tactique. En 1905, il est promu capitaine, et après la guerre, il passe six mois au Royaume-Uni en 1907.
De septembre 1907 à septembre 1908, Takarabe est capitaine du croiseur Soya (en), et de septembre à décembre 1908, il est capitaine du cuirassé Fuji. Il sert comme chef d'État-major de la 1re flotte en 1909 et devient vice-ministre de la Marine à sa promotion comme contre-amiral en décembre 1909.
En décembre 1913, Takarabe est promu vice-amiral. Il est commandant du district de garde de Ryojun en 1916, commandant-en-chef du district naval de Maizuru en 1918, et commandant-en-chef du district naval de Sasebo en 1919.
Takarabe est promu amiral en novembre 1919. Il devient commandant-en-chef du district naval de Yokosuka en juillet 1922.
De 15 mai 1923 au 7 janvier 1924, Takarabe sert comme ministre de la Marine dans les gouvernements de Katō Tomosaburō et Yamamoto Gonnohyōe. Il est de nouveau à ce poste du 11 juin 1924 au 20 avril 1927 dans les gouvernements de Katō Takaaki et Wakatsuki Reijirō et de nouveau du 2 juillet 1929 au 18 novembre 1929 dans le gouvernement de Osachi Hamaguchi.
De 1929 à 1930, Takarabe fait partie de la délégation japonaise aux négociations du traité naval de Londres. Il est considéré comme un politicien modéré et un des chefs de la faction du traité. Il est fortement opposé à la montée de la militarisation du Japon et cherche à maintenir les liens diplomatiques avec le Royaume-Uni dans l'espoir d'un retour de l'alliance anglo-japonaise. Son soutien au traité de Londres et au désarmement lui vaut d'être traité de « traître » par les droitistes et les membres de la faction de la flotte, et il fait également l'objet d'une tentative d'assassinat.
Durant son dernier mandat, l'armée est impliquée dans une controverse sur la chaîne de commandement quant à savoir si oui ou non l'armée et la marine doivent répondre de leurs actes devant la Diète du Japon et le Premier ministre, ou uniquement devant l'empereur.
Abo entre dans la réserve en 1932 puis se retire en 1937.
Il meurt d'un cancer du foie le 13 janvier 1949 à l'âge de 81 ans dans sa maison de Komaba, dans l'arrondissement de Meguro, à Tokyo.